# Sabine Hossenfelder
Sabine Hossenfelder (Alemania, 18 de septiembre de 1976) es una investigadora y autora alemana especializada en física teórica y gravedad cuántica. Es investigadora en el Instituto de Estudios Avanzados de Frankfurt donde tiene a su cargo un grupo de análisis gravitatorio. Es autora del libro Lost in Math: How Beauty Leads Physics Astray, donde explica de manera accesible al público general conceptos fundamentales de física y cosmología.

## Trayectoria
Completó su educación universitaria en la Universidad Johann Wolfgang Goethe en 1997 y terminó su maestría en el año 2000, en 2003 obtuvo el doctorado con la tesis Black Holes in Large Extra Dimensions en la misma institución. Continuó en Darmstadt, Alemania hasta 2004 como investigadora y haciendo un postdoctorado en el Gesellschaft für Schwerionenforschung (Centro de Investigación de Iones Pesados). Se mudó a Estados Unidos tras recibir una beca de investigación en la Universidad de Arizona en Tucson. Más adelante, en 2009, se convirtió en profesora asistente del Instituto nórdico de Física Teórica. Desde el año 2018 es investigadora en el Instituto de Estudios Avanzados de Frankfurt.
Las áreas de investigación de Hossenfelder son los fenómenos causados por la gravedad cuántica, incluyendo el estudio del principio de localidad e interacciones cuánticas. Una de sus metas es encontrar evidencia experimental de la existencia de la gravedad cuántica. Desde el año 2007 se presenta como ponente en una conferencia anual llamada Experimental Search for Quantum Gravity (La búsqueda experimental de la gravedad cuántica), dedicada a difundir los hallazgos en las áreas de investigación mencionadas. Como divulgadora de la ciencia, Hossenfelder ha escrito varios blogs y artículos en revistas científicas. Tiene un canal divulgativo en YouTube titulado Science with Sabine. Contribuyó en las revistas Forbes, New Scientist, Nature y Scientific American. Publicó su primer libro en junio de 2018, titulado Lost in Math: How Beauty Leads Physics Astray bajo la editorial Basic Books. La revista Nature describió la obra como «provocativa» en su reseña del libro.

### Publicaciones
- Hossenfelder, Sabine (2018). Lost in Math: How Beauty Leads Physics Astray (en inglés). Reino Unido: Basic Books. ISBN 9780465094264.
- Hossenfelder, Sabine (2022). Existential Physics: A Scientist's Guide to Life's Biggest Questions (en inglés). Viking Press.